# Sima (Ungarn)
Sima ist eine ungarische Gemeinde im Kreis Gönc im Komitat Borsod-Abaúj-Zemplén. Ungefähr ein Fünftel der Bewohner gehört zur Volksgruppe der Russinen.

## Geografische Lage
Sima liegt 44 Kilometer nordöstlich des Komitatssitzes Miskolc und ungefähr 20 Kilometer südlich der Kreisstadt Gönc in 315 m Höhe im Sempliner Gebirge. Nachbargemeinde ist das fünf Kilometer nordöstlich gelegene Baskó.

## Sehenswürdigkeiten
- Reformierte Kirche, erbaut 1847–1848

## Verkehr
Sima ist nur über die Nebenstraße Nr. 37116 zu erreichen. Es bestehen Busverbindungen nach Baskó sowie über Erdőbénye nach Szegilong. Die nächstgelegenen Bahnhöfe befinden sich ungefähr acht Kilometer westlich in Abaújkér und Abaújszántó.